# Son of a Preacher Man
Singles de Dusty Springfield
Don't Forget About Me
(1968) Willie & Laura Mae Jones
(1968)
Son of a Preacher Man est une chanson enregistrée par Dusty Springfield en septembre 1968 et présente sur l'album Dusty in Memphis. Elle est écrite par John Hurley et Ronnie Wilkins. Son of a Preacher Man fut d'abord proposée à Aretha Franklin, qui la refusa. La chanson fut alors proposée à la sœur d'Aretha, Erma Franklin et incluse dans son album de 1969 Soul Sister. Après avoir entendu la version de Dusty Springfield, un tube en 1968 aux États-Unis, Aretha Franklin l'enregistre à son tour pour son album de 1970 This Girl's in Love with You.
Le single de Dusty Springfield se classe n°10 au classement Billboard Hot 100, et n°9 au Royaume-Uni.

## Dans la culture populaire
- Absolom 2022
- Pulp Fiction
- Fréquence interdite
- L'Arnacœur
- Sons of Anarchy
- The Office
- Doctor Who